# Drypetes rubriflora
Espèce
Drypetes rubriflora  Pax & K.Hoffm. est une espèce de plantes à fleurs de la famille des Putranjivaceae et du genre Drypetes, endémique du Cameroun.